# Wehrmedizin und Wehrpharmazie
Wehrmedizin und Wehrpharmazie ist der Titel einer ursprünglich vom Beta Verlag und ab Ende 2024 vom cpm Verlag zusammen mit der Deutschen Gesellschaft für Wehrmedizin und Wehrpharmazie (DGWMP) herausgegebenen Fachzeitschrift des Sanitätsdienstes der Bundeswehr mit umfangreichen Informationen aus allen fachlichen und organisatorischen Bereichen der Wehrmedizin und -pharmazie.
Ziel ist, neben der Unterstützung von Ärzten, Zahnärzten, Veterinären und Apothekern bzw. Lebensmittelchemikern in ihrer Tagesarbeit, auch die Förderung des nationalen und internationalen Gedankenaustauschs. Das internationale Pendant dieser Zeitschrift ist die Medical Corps International Forum (MCIF).
Abgedeckt werden über den Gesamtveröffentlichungszeitraum alle medizinischen Fachbereiche, wobei die Katastrophen-, die Rettungs- und Notfallmedizin, sowie Wundbehandlung und die Sanitätsmaterialbeschaffung eine wichtige Rolle spielen. Gemeinsam mit dem Inspekteur des Sanitätsdienstes legt der Verlag die Schwerpunktthemen der Quartalshefte mittelfristig fest. Jedes Einzelheft enthält Fachbeiträge zu einem Themenschwerpunkt. Die thematische Linie wird gegebenenfalls mit Informationen oder Berichten zu markanten, aktuellen Ereignissen ergänzt.
Seit Anfang 2006 sind Teile der Zeitschrift auch über das Internet zugänglich.